# Chameleon třírohý
Chameleon třírohý, též chameleon Jacksonův (Trioceros jacksonii) je středně velký chameleon, jehož samci mají na hlavě tři dopředu směřující pravé rohy. Pochází z horských oblastí východní Afriky a byl introdukován také na Havajské ostrovy, kde je považován za invazní druh. Je chován též jako terarijní zvíře. V Úmluvě o mezinárodním obchodu s ohroženými druhy volně žijících živočichů a rostlin je zařazen do přílohy II.

## Taxonomie
Chameleon třírohý je tradičně řazen do rodu Chamaeleo, podrod Trioceros, jako Chamaeleo jacksonii Boulenger, 1896. Tilbury & Tolley v roce 2009 povýšili tento podrod na samostatný rod Trioceros, jako Trioceros jacksonii (Boulenger, 1896).
V rámci druhu jsou rozlišovány tři poddruhy:
- T. jacksonii jacksonii Boulenger, 1896
- T. jacksonii xantholophus Eason, Ferguson & Hebrard, 1988
- T. jacksonii merumontanus Rand, 1958

## Popis

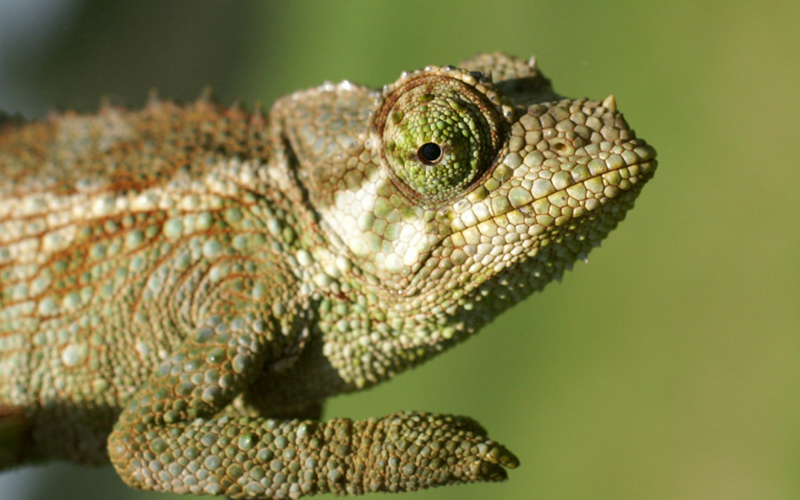
Hlava samice chameleona třírohého

Chameleon třírohý je ještěr s velkou hlavou, která je prodloužena ve velkou, avšak nízkou konvexní přilbu, která převyšuje hřbet jen o několik milimetrů. Límcové laloky zcela chybí. Jako všichni chameleoni má i chameleon třírohý oční víčka srostlá, zůstává jen malý otvor na zornici, a oči se mohou pohybovat do všech stran a nezávisle na sobě. Tělo je bočně zploštělé a ocas je dlouhý, připadá na něj polovina celkové délky živočicha, a ovíjivý. Silné nohy jsou zakončené prsty srostlými v klíšťky, které na předních končetinách tvoří tři vnější a dva vnitřní prsty, na pánevních je tomu naopak. Prsty jsou opatřené silnými drápy. Po těle jsou nepravidelně rozmístěné zhrublé šupiny. Pohlavní dimorfismus je velice výrazný, dospělí samci na hlavě nesou trojici pravých rohů, pár vyrůstá v úrovni očí, třetí roh se nachází na nosu ještěra. Rohy směřují dopředu a přesahují přes špičku tlamy. Hřbetní hřeben samců, tvořený kuželovitými šupinami, je jednořadý a vysoký, podobně i přilba samců bývá vyšší než u samic, a stejně jako u ostatních druhů chameleonů mají i samci chameleona třírohého zesílený kořen ocasu. Samice rohy nemívají, s výjimkou poddruhu Ch. jacksonii jacksonii, kdy může být vyvinut zvláště nosní roh, někdy i všechny tři rohy, ty všakbývají znatelně kratší a tenčí než rohy samců. Obvykle jsou však rohy samic jen naznačeny či zcela chybí. Hřbetní hřeben samic je méně výrazný, naproti tomu jsou samice ve srovnání se samci robustnější. Samci poddruhu Ch. jacksonii xantholophus dorůstají délky až 35 cm, zvířata poddruhu Ch. jacksonii jacksonii jsou menší a dosahují velikosti maximálně 25 cm, nejmenším poddruhem je Ch. jacksonii merumontanus s maximální délkou 16 cm. Samice jsou vždy menšího vzrůstu.
Chameleon třírohý není tak pestře zbarvený jako některé jiné druhy chameleonů. U poddruhu Ch. jacksonii xantholophus je v případě samce základní barva tmavě zelená s hnědožlutými až žlutými pysky, přilbou a očními víčky, žlutavé je též hrdlo, hřbetní hřeben, ramena a slabiny. Samice nabývají odstínů od šedé přes červenohnědou až do olivově zelených odstínů. Obě pohlaví mají dobře vyvinutou schopnost barvoměny a zvláště samci mohou rychle měnit zbarvení v odpovědi na přítomnost jiných jedinců svého druhu či hrozby ze strany predátorů. Cítí-li se nepříjemně, připomínají zbarvením kůru stromu porostlou lišejníkem.

## Areál rozšíření a biotop

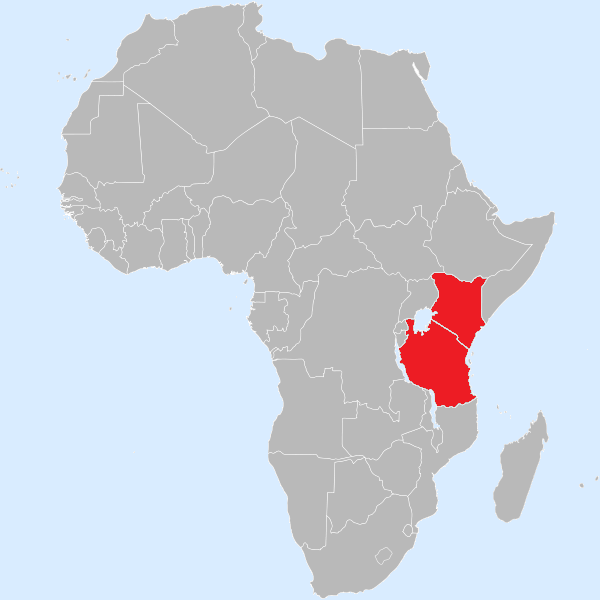
Areál rozšíření chameleona třírohého (červeně)

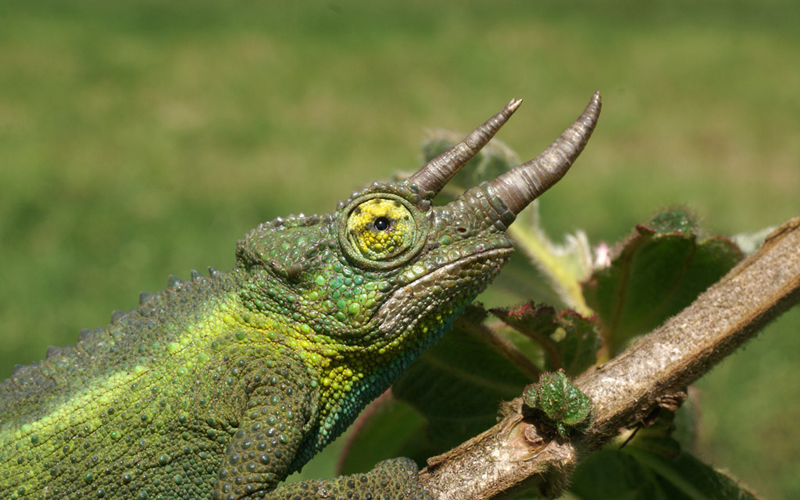
Samec chameleona třírohého na Mt. Kenya (Ch. jacksonii jacksonii)

Chameleon třírohý je endemit vlhkých vysokohorských lesů východní Afriky, vyskytuje se v Keni, v Ugandě a v severní části Tanzanie. Je to vysokohorský druh, obývající nadmořské výšky kolem 2500 m n. m. V oblasti se obvyklá denní teplota pohybuje kolem 22-24 °C, v noci však klesá i na méně než 5 °C. Roční úhrn srážek je vyšší než 1200 mm. Chameleoni obývají dolní stromové patro vlhkého pralesa, kde se pohybují ve výšce 2–5 m nad zemí. Rozšířili se i do kulturní krajiny, žijí na kávových plantážích, v zahradách a v sadech. V 70. letech 20. století se chameleoni třírozí poddruhu Ch. jacksonii xantholophus dostali do volné přírody na havajském ostrově Oahu. Zde vytvořili stabilní populaci, rozšířili se i na ostatní ostrovy a chovají se zde jako invazní druh. Škodí požíráním velkého množství endemitních bezobratlých, včetně kriticky ohroženého plže, achatinelky druhu Achatinella mustelina. Na Havaji obsazuje chameleon třírohý vlhká stinná stanoviště v nadmořských výškách 100–1000 m n. m., kde se denní i noční teploty blíží podmínkám v původním areálu rozšíření.

## Způsob života
Chameleon třírohý je samotářské zvíře s denní aktivitou. Přes den pátrá po potravě, kterou uchvacuje ze zálohy lepkavým vystřelovacím jazykem. Není vybíravý, požírá bezobratlé živočichy, hlavně hmyz, ale též měkkýše. Vůči jiným jedincům svého druhu je nepřátelský a přestože může jeden strom obývat více jedinců, jednotliví chameleoni se druhým jedincům svého druhu vyhýbají. Dospělí samci si obhajují teritorium a se soky bojují přetlačováním rohy. Samice, která je svolná k páření, nechá samce přiblížit se k ní. Kopulace trvá 10-15 minut a může se opakovat po několik následujících dnů, dokud nedojde k oplození. Březí samice k sobě již samce nepustí a zastrašuje ho nafouknutím těla a syčením. Chameleon třírohý je vejcoživorodý: po 100-180 dnech březosti samice rodí živá mláďata v průhledných obalech. Asi týden před porodem přestane přijímat potravu, při porodu vyleze na větev a novorozenci vypadávají z kloaky v lepkavých vaječných obalech, které se přilepují na kůru stromu, mláďata se záhy z obalů uvolňují, přelézají na větvičku a jsou ihned samostatná. V jednom vrhu jich je 7-35. Novorození chameleoni jsou černohnědí se světlými trojúhelníkovitými skvrnami a měří kolem 5 cm. Během čtyř měsíců zezelenají, asi v půl roce začínají samcům růst rohy, v devíti měsících pohlavně dospívají. V přírodě se dožívají 2-3 let, v zajetí až devíti let.

## Chov v zajetí

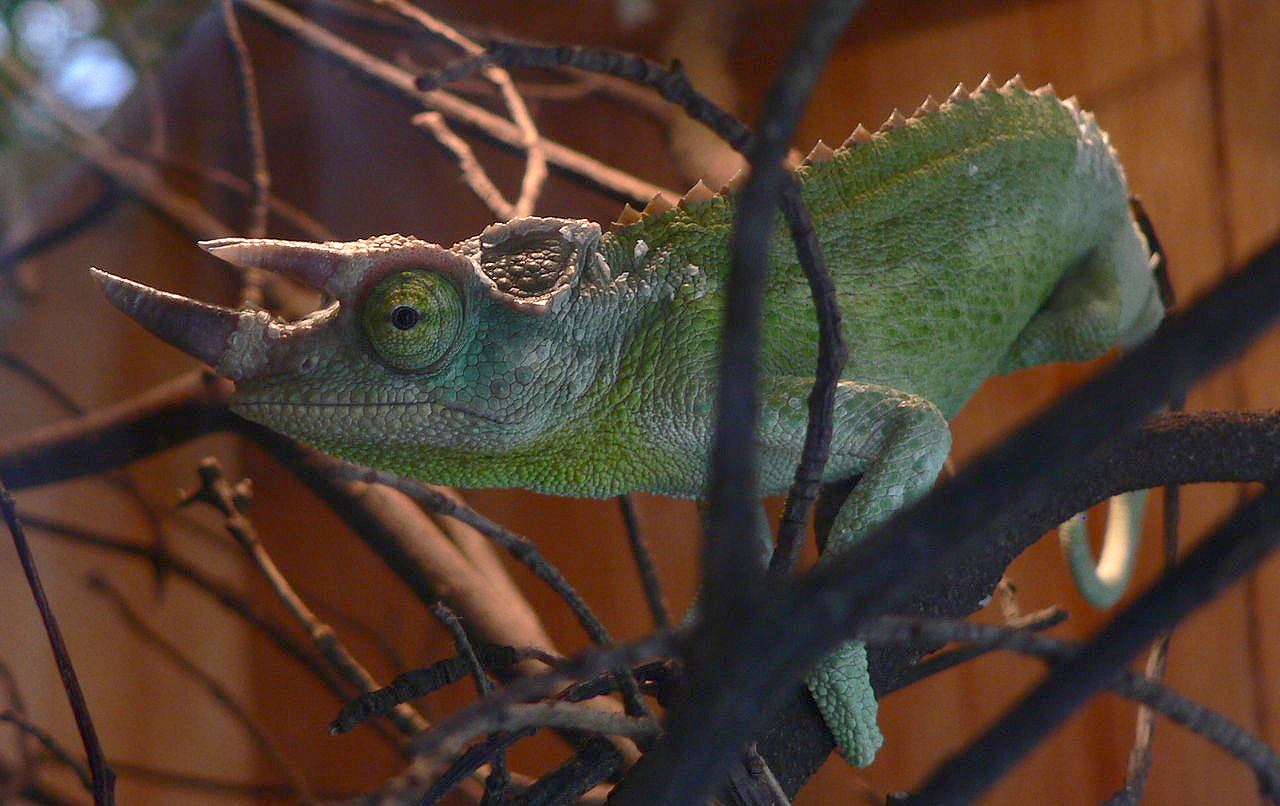
Samec chameleona třírohého v zoologické zahradě ve Wellingtonu

Chameleon třírohý patří mezi často chované chameleony. Vyžaduje prostorné, dobře osvětlené terárium, pro jednotlivce aspoň 60x50x80 cm velké, pro pár úměrně větší. K držení ve skleněném teráriu se nehodí, aspoň tři stěny by mělo tvořit hmyzí pletivo, možný je chov v celosíťovém viváriu či ve voliéře, v Česku může být od května do konce září držen i v zastíněné voliéře venkovní. Důležité je každopádně dobré větrání. Jako substrát na dno je vhodný umělý trávník, terárium je dobré osadit množstvím živých rostlin, jako je Ficus benjamina, Monstera nebo Pothos a vybavit dostatkem větví a lián ke šplhání. Chovaní chameleoni dávají přednost úkrytu ve vegetaci a terárium by mělo být opravdu hodně zarostlé, s hustou spletí rostlin a větví ve spodních 2/3 nádrže a několika větvemi pro slunění v její horní třetině. Přes den se terárium vytápí na 28 °C s přirozeným teplotním gradientem, který vytváří bodový zdroj tepla. Nutností je snížení teploty v noci, minimálně na 15 °C, u poddruhu Ch. jacksonii jacksonii až na 4 °C. Relativní vzdušná vlhkost během dne by neměla poklesnout pod 50-80 %, v noci musí stoupnout na 80-100 %. Proto se terárium musí 2x denně rosit. V zajetí chameleoni třírozí přijímají jakýkoliv přiměřeně velký hmyz, krmí se cvrčky, larvami potemníků a zlatohlávků, sarančaty či smýkaným hmyzem a kromě toho žerou i slimáčky, hlemýždě, žížaly nebo myší holata.
Mláďata je třeba odchovávat jednotlivě či po malých skupinách v teráriích, kde teplota nepřesáhne 24 °C. Krmí se octomilkami a malými cvrčky.

## Chov v zoo
Tento druh chameleona byl v březnu 2022 podle databáze Zootierliste chován přibližně v 15 evropských zoo včetně dvou českých: ZOO Dvůr Králové a Zooparku Zájezd. V obou českých zoo se podařily odchovy. V Zooparku Zájezd, kde vystavují největší kolekci chameleonů ve světových zoo, se vylíhla mláďata i v roce 2021.

## Fotogalerie

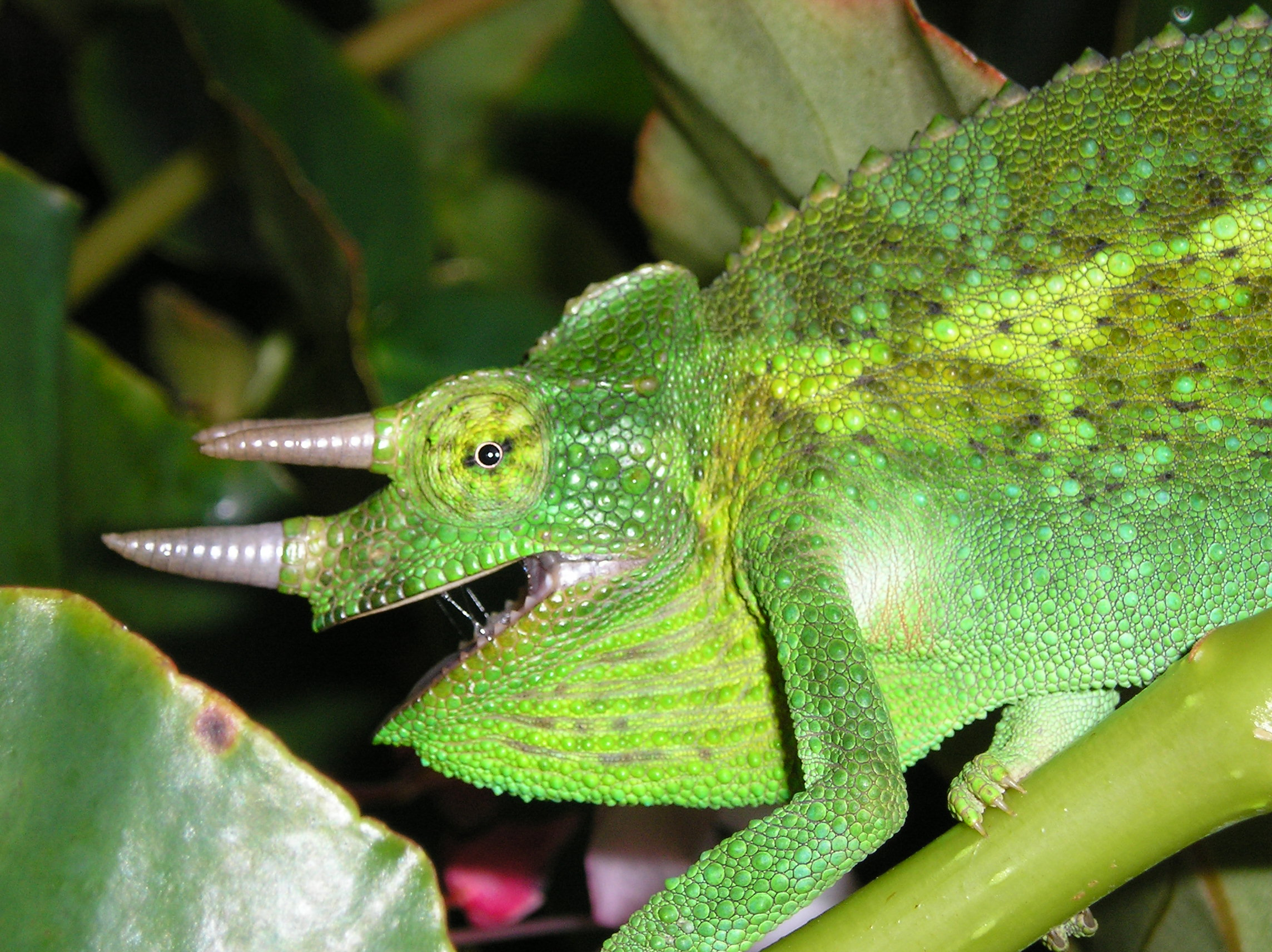
Detail hlavy samce Ch. jacksonii xantholophus
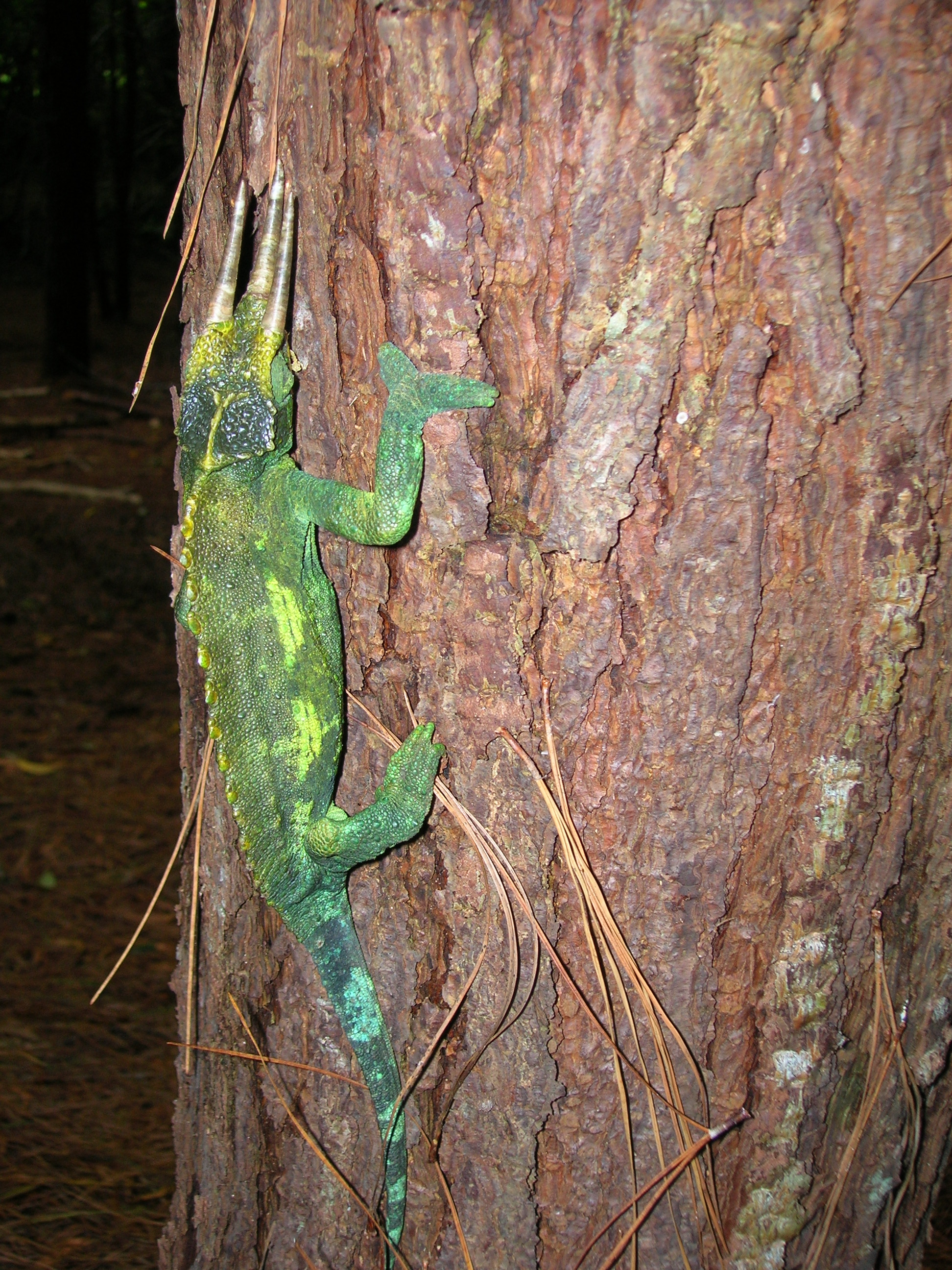
Samec Ch. jacksonii xantholophus na ostrově Maui
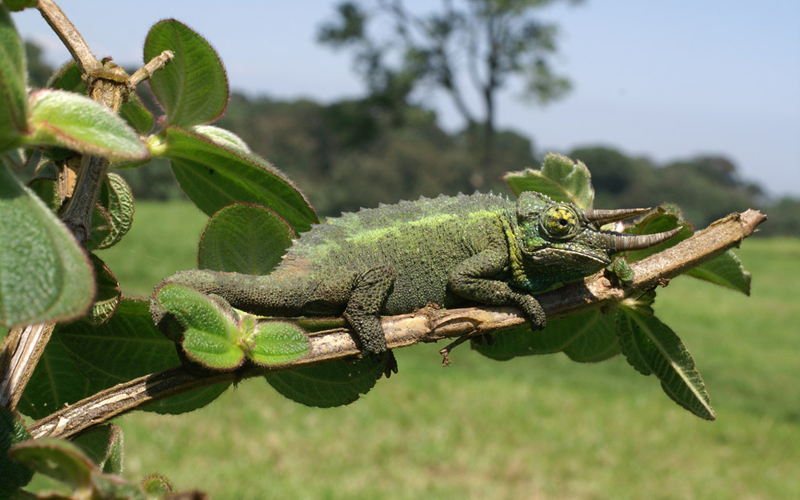
Samec chameleona třírohého ve svém přirozeném prostředí ve východní Africe